# SN 2004hr
SN 2004hr – supernowa typu Ia odkryta 11 grudnia 2004 roku w galaktyce A010848+0000. W momencie odkrycia miała maksymalną jasność 22,60m.